# Гельсбах
Гельсбах (нім. Gehlsbach) — громада в Німеччині, розташована в землі Мекленбург-Передня Померанія. Входить до складу району Людвігслуст-Пархім. Складова частина об'єднання громад Ельденбург-Любц.
Площа — 33,12 км2. Населення становить 522 ос. (станом на 31 грудня 2020).